# 糖玻璃
糖玻璃（Sugar glass或candy glass），并非玻璃，而是电影、電視劇拍摄或劇場演出中用作替代玻璃的道具。正如名称所言，这种玻璃是用糖类物质制作的。
在戲劇中，为了表现打鬥的激烈，往往有人被抛出，撞碎玻璃，用玻璃瓶打人或拋擲玻璃器皿等場面，而使用真正的玻璃，会对演员造成意外伤害，糖玻璃正是由此出现。
糖玻璃成分主要是糖、玉米糖浆和水。在原料成型放乾之后，外观酷似玻璃。尽管如此，破碎的糖玻璃仍然可能对演员造成一定伤害。乾燥后的糖玻璃必须马上用于拍摄，否则糖玻璃会逐渐变软变黏。